# 秦腔 (小说)
《秦腔》，贾平凹2005年出版的长篇小说，2008年获得第七届茅盾文学奖，共计42章。

## 内容
清风街住在两大户人家：白家和夏家，白家在民国衰落破败了，夏家仍然矗立不倒。夏家有四个儿子：天仁、天义、天礼、天智，他们跟着中国共产党闹革命，天义一直担任村里头的村委会官僚，天智则是村里学校的校长，天智的儿子夏风是闻名全省的作家。
清风街的一个唱秦腔的女人“白雪”美貌无比，是一群男人心目里的梦中情人，白雪最终嫁给了夏风，育有一个女儿，但是两人又离婚了，夏天智收养白雪做了女儿。

## 主要人物
- “我”，张引生，本书故事的讲述人，苦恋白雪的“疯子”
- 白雪，县剧团秦腔演员
- 夏天仁，夏家四兄弟老大，已故（爆炸炸死的），夏君亭之父
- 大婶，夏天仁之妻，夏君亭之母
- 夏君亭，夏天仁之子，村支书，妻子麻巧
- 夏天义，夏家老二，村委会老主任
- 二婶，夏天义之妻，育有庆金（妻子淑贞）、庆玉（妻子菊娃）、庆满、庆堂及瞎瞎五个儿子
- 夏庆玉，夏天义之子，小学教师，妻子菊娃，与黑娥（武林妻子）有婚外情
- 夏天礼，夏家老三，常年在黑市贩卖银元，育有一子夏雷庆（娶妻梅花）
- 三婶，夏天礼之妻，夏雷庆之母
- 夏天智，夏家老四，退休的小学校长，酷爱秦腔，育有夏风、夏雨二子
- 四婶，夏天智之妻，夏风、夏雨之母
- 夏风，天智之子，大学毕业，作家
- 夏雨，
- 秦安，村主任
- 三踅，在砖场工作，追求白娥
- 白娥，黑娥之妹
- 赵宏声，
- 来顺，
- 俊奇，
- 丁霸槽，
- 白恩杰，

## 主题和风格
《秦腔》用贾平凹的故乡“棣花街”做地名背景“清风街”，大部分人物都是生活中真实人物做原型，讲述邓小平执政以来给农村带来的巨大变化，道出了乡村面临的矛盾和未来走向问题。
《秦腔》的语言朴拙，叙事精细，细节描写绵密，长于描写农民日常生活场景，农民和土地的关系，农村民间文化（秦腔）的衰落。

## 评价
贾平凹曾三次改动文稿，四次删节内容，并且说：“我要以它为故乡竖一块碑！”
贾平凹称，“《秦腔》是我这么多年写作中比较满意的一部。它当然是一部文学作品，它是我对于一些社会现状的记录，我是把自己的感受和体会表达出来，给时代留下些印记。”
茅盾文学奖评选委员会对《秦腔》的评语:“贾平凹的写作，既传统又现代，既写实又高远，语言朴实、憨厚，内心却波澜万丈。他的《秦腔》，以精微的叙事，绵密的细节，成功地仿写了一种日常生活的本真状态，并对变化中的乡土中国所面临的矛盾、迷茫，作了充满赤子情怀的记述和解读。他笔下的喧嚣，藏着哀伤，热烈的背后，是一片寂寥，或许，坚固的东西都烟消云散之后，我们所面对的只能是巨大的沉默。《秦腔》的这声喟叹，是当代小说写作的一记重音，也是这个大时代的生动写照。”